# Большая российская энциклопедия (портал)
«Больша́я росси́йская энциклопе́дия» (ранее известна как портал «Зна́ния») — российский общенациональный научно-образовательный интерактивный энциклопедический портал на базе Большой российской энциклопедии с привлечением других российских научных энциклопедий, музеев, архивов и библиотек, организаций науки и образования, учреждений культуры. Его создание началось в соответствии с поручениями Президента России от 15 ноября 2018 года и от 6 марта 2019 года, по распоряжению Правительства России от 26 ноября 2019 года.
Реализация проекта началась 1 июля 2019 года, запущен в тестовом режиме 8 июня 2022, 16 июля 2024 года проект был закрыт.

## История

### Предыстория
Первые упоминания портала «Знания» относятся к 2008 году, когда Сергей Кравец (ответственный редактор БРЭ) анонсировал создание мега-портала под этим названием. В 2009 года Кравец подтвердил намерения об открытии портала. В 2010 году намерение создать портал с актуальной и обновляемой информации высказал Владимир Григорьев (заместитель руководителя Роспечати). В 2012 году Кравец (ответственный редактор БРЭ) уточнил, что при отсутствии поддержки со стороны государства доступ к порталу планируется сделать платным и уже в 2015 год 50 академиков научно-редакционного совета БРЭ обратились с просьбой о финансировании портала. В том же году Кравец (ответственный редактор БРЭ) подтвердил, что работа над порталом продолжается.

### Текущее развитие

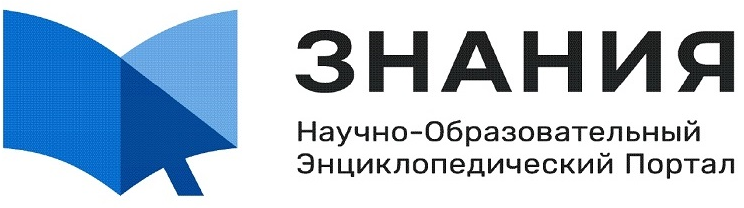
Логотип портала «Знания»

20 декабря 2017 года председатель научно-редакционного совета Большой российской энциклопедии Ю. С. Осипов сообщил президенту России В. В. Путину об инициативе научного сообщества и издательства «Большая российская энциклопедия» создать общеобразовательный национальный энциклопедический портал «Россия — территория знаний», который будет включать энциклопедические статьи из Большой российской энциклопедии (БРЭ), а также из российских отраслевых энциклопедий. Кроме того, по его словам, на портале будет агрегироваться информация из мировых и российских музеев, театров, архивов и библиотек, институтов и университетов.
2 июля 2019 года Минкомсвязь России опубликовало проект Постановления Правительства, который предполагает утверждение правил выделения субсидий из федерального бюджета издательству «Большая российская энциклопедия» на создание и функционирование «общенационального интерактивного энциклопедического портала». Первые «функциональные подсистемы Портала» будут введены «в промышленную эксплуатацию» в 2020 году.
Реализация проекта началась 1 июля 2019 года и завершение планируется к осени 2022 года. На данную субсидию[прояснить] из федерального бюджета России на 2019 год выделено 302,2 млн рублей в рамках мероприятия «Поддержка социально значимых проектов в медиасреде» подпрограммы «Информационная среда» государственной программы России «Информационное общество».
| Бюджетные ассигнования из федерального бюджета \ год | 2019        | 2020        | 2021        | 2022        |
| ---------------------------------------------------- | ----------- | ----------- | ----------- | ----------- |
| План от 2019 года                                    | 302 213 800 | -           | -           | -           |
| План от 2020 года                                    | -           | 684 466 600 | 833 529 700 | 169 094 300 |
| План от 2021 года                                    | -           | -           | 750 176 700 | 152 184 900 |

21 ноября 2019 года ответственный редактор научного издательства «Большая российская энциклопедия» Сергей Кравец сообщил, что над проектом будут работать 270 человек. 26 ноября 2019 года председатель правительства РФ Дмитрий Медведев подписал Распоряжение Правительства России о создании «общенационального интерактивного энциклопедического портала» и об учреждении Правительством автономной некоммерческой организации «Национальный научно-образовательный центр „Большая российская энциклопедия“», которая будет выполнять функции проектного офиса данного портала. 19 декабря 2019 С. Кравец рассказал о планирующемся портале.
Помимо энциклопедических статей на портале будут дополнительно представлены знания в виде электронных книг из Национальной электронной библиотеки, архивные данные, музейные и театральные коллекции, а также различные научные данные из университетов и академических институтов. Кроме того, создатели портала планируют создать «массовые тематические площадки для экспертов», где «экспертами» будут считаться те, кто подтвердит свою компетентность в той или иной области аффилиацией с научными организациями и своими публикациями. Создание статей портала предполагает полный редакторский цикл в соответствии с международными стандартами подготовки научных статей: редактура, корректура, рецензирования. Благодаря трёхступенчатой верификации текстов, порталу удастся сохранить солидарную ответственность автора и редактора за качество подготовки текста.
Изначально тестовый вариант портала планировали запустить весной 2022 года, но фактический запуск тестового варианта портала состоялся 8 июня 2022, а осенью 2022 года портал будет открыт для всех пользователей сети.. Предполагается, что портал будет общедоступным и бесплатным.
В отличие от Википедии, на портале будут размещаться авторские статьи, прошедшие полный цикл научной редактуры, ориентированные на пользователей разного уровня погружённости в материал: от массового пользователя до полноценных научных статей. Предполагается также обеспечить пользователям доступ к первоисточникам и архивным материалам.
Весной 2021 года был утверждён состав Научно-редакционной коллегии (НРК) портала, главный орган научного управления порталом, которую возглавил Виктор Садовничий. Структура НРК включает 19 научно-отраслевых модулей по укрупнённым областям знания, задача которых разработать новые актуальные словники и оценить необходимость актуализации статей БРЭ. Предполагается, что 80 % материалов портала будет переработано или написано заново. В особенности это касается естественно-научного, технического и технологического блоков. В состав НРК вошли 250 учёных и прикладных специалистов.
19 октября 2021 года в МГУ состоялось первое заседание научно-редакционной коллегии портала «Знания». В мае 2022 года была запущена тестовая версия портала.
В июне 2024 года сообщалось что авторы портала полгода не получали зарплату, руководство проекта объясняла задержку проблемами с финансированием.

## Закрытие
16 июля 2024 года портал разослал обращение к авторам, экспертам и читателям, в котором было объявлено о закрытии проекта в связи с прекращением финансирования:
При планировании бюджета на 2024 год Правительство РФ отказалось выделять средства на финансирование работ по порталу, при этом деятельность портала «Большая российская энциклопедия» не была остановлена ни учредителем — Правительством Российской Федерации, ни нашим куратором — Министерством цифрового развития связи и массовых коммуникаций. Сложилась парадоксальная ситуация: нас не финансировали, но каждый месяц требовали отчета о проделанной работе.
«Будет не только прекращена работа над текущими проектами, но и исчезнет электронная версия БРЭ, которая сейчас активно пополняется новыми статьями»Кравецкий, Александр Геннадьевич

## Мнения и критика
5 ноября 2019 года на заседании Совета по русскому языку президент России Владимир Путин заявил:

По поводу «Википедии»… лучше заменить её новой Большой российской энциклопедией в электронном виде. Это будет, во всяком случае, достоверная информация в хорошей, современной, кстати говоря, форме предложенная.

Данное высказывание вызвало большой резонанс в СМИ, в результате чего пресс-секретарь Президента России Дмитрий Песков вынужден был уточнить слова Путина:

При всем уважении, все-таки информация, опубликованная в «Википедии» и регулярно обновляемая в «Википедии» — она никем не гарантируется. Никем не гарантируется её правильность и достоверность. И как раз президент и говорил о том, что надо сделать доступным гарантированный, с точки зрения достоверности, источник энциклопедических знаний.

При этом С. Л. Кравец неоднократно заявлял, что портал не станет альтернативой или заменой Википедии:

Ровно так же в англоязычной среде наряду с англоязычной «Википедией» существует энциклопедия «Британика».

Руководитель управления маркетинговых коммуникаций БРЭ Анна Синицына заявила: «В условиях лавинообразного роста любого рода фальсификаций (в том числе научных, исторических, статистических, демографических данных) и фейковых сообщений, генерируемых некоторыми СМИ и частными пользователями Сети, особенно актуальной нам видится задача создания подлежащей обновлению и пополнению базы безопасной информации». Несмотря на это, некоторые критики считают, что по своей сути Большая российская энциклопедия является советской энциклопедией по истории.
Также имеются многочисленные претензии к самой концепции будущего портала, исходящей из того, что якобы «обращение к хаотично появляющейся информации становится небезопасным для человека, само понятие достоверного знания размывается, все чаще „вбросы“ не соответствующей действительности информации используются в качестве средства манипулирования общественным сознанием. Прогресс в области информационных технологий с большой долей вероятности может привести к деградации научного знания и образования, широкому распространению лженаучных теорий, заведомо недостоверных сведений».
В ноябре 2019 года на презентации проекта в Уфе ответственный редактор издательства БРЭ Сергей Кравец заявил, что стоимость проекта оценивают примерно в 2 млрд руб.